# باره (سینیتسا)
باره (به صربی: Bare) یک منطقهٔ مسکونی در صربستان است که در سینیتسا واقع شده‌است. باره ۷۱ نفر جمعیت دارد.